# Zbraslavice
Zbraslavice är en ort i Tjeckien.   Den ligger i distriktet Okres Kutná Hora och regionen Mellersta Böhmen, i den centrala delen av landet, 60 km sydost om huvudstaden Prag. Zbraslavice ligger 504 meter över havet och antalet invånare är 1 378.
Terrängen runt Zbraslavice är huvudsakligen platt, men söderut är den kuperad. Runt Zbraslavice är det ganska tätbefolkat, med 179 invånare per kvadratkilometer. Närmaste större samhälle är Kutná Hora, 16,3 km norr om Zbraslavice. I omgivningarna runt Zbraslavice växer i huvudsak blandskog.